# Katja Lange-Müller
Pour les articles homonymes, voir Lange-Müller.
Katja Lange-Müller, née le 13 février 1951 à Berlin-Lichtenberg, est une écrivain allemande, qui a construit son parcours en opposition à celui de sa mère, dignitaire politique de la République démocratique allemande.

## Biographie et œuvre
Née en 1951, Katja Lange-Müller est la fille de Ingeburg Lange, la seule femme candidate puis membre de l'ancien bureau politique (Politbüro) du comité central du parti est-allemand SED (Soziale Einheitspartei Deutschlands) et femme politique de la RDA.
Après neuf années passées à la 19e Oberschule de Berlin-Friedrichshain, Katja Lange-Müller est fichée pour comportement non socialiste. Elle est renvoyée du lycée, à la Oberschule Schwedter Strasse de Berlin Centre pour s'être moquée de l'État en pleine rue. À dix-sept ans, elle quitte le domicile maternel, entame une formation de typographe et travaille pendant quatre ans au Berliner Zeitung. Elle est également accessoiriste pour la télévision nationale pendant un an. Entre-temps, elle essaye de suivre des études artistiques mais, insatisfaite, elle retourne à la rédaction du journal, jusqu'à ce qu'un médecin lui propose un emploi d'aide-soignante, à la Berliner Charité. Là, et à l'hôpital de Berlin-Herzberge, elle découvre la misère de la psychiatrie et surmonte six années d'activité grâce à l'écriture. Ses premières phrases sont écrites par colère, colère envers la mort, aussi envers elle-même et l'impuissance à sauver les gens. Cette colère est aussi considérée comme une protestation contre l'ascension sociale de sa mère.[réf. nécessaire]
Le 20 novembre 1976, elle signe une pétition contre le retrait de citoyenneté à l'auteur est-allemand Wolf Biermann.
De 1979 à 1982, elle étudie à l'Institut littéraire Johannes R. Becher de Leipzig (DLL). À l'issue de son diplôme, elle est contrainte de partir un semestre en Mongolie. Elle dira : « « Je rêvais d’Angola, de Laos ou de Cuba, mais pas de Mongolie. J’ai voulu retirer ma candidature. On m’a dit : “Si vous le faites, vous n’aurez pas votre diplôme.” Tout était du chantage, en RDA ». Elle découvre ultérieurement dans les documents de la Stasi que c'est sa mère qui a usé de son influence pour que cette destination lui soit imposée, souhaitant l'éloigner de l'Allemagne pour minimiser l'impact des esclandres de sa fille dans son ascension au sein de l'appareil politique de l'Allemagne de l'Est. Durant son séjour à Oulan-Bator en Mongolie, elle confie une série de nouvelles à l'ambassadeur de France, ce qui lui vaut un ultimatum : rester en RDA et être emprisonnée, ou quitter la RDA. À son retour à Berlin-Est, elle devient lectrice d'édition chez Altberliner Verlag en attendant l’autorisation de quitter la RDA.
En novembre 1984, elle peut enfin quitter la RDA, déchue de sa nationalité et sans passeport. Après un séjour de plusieurs semaines au camp d’accueil de Marienfelde (Notaufnahmelager Marienfelde), elle peut librement s'établir à Berlin-Ouest où elle réside depuis. Elle obtient en 1986 le prix Ingeborg-Bachmann pour les nouvelles éditées sous l'intitulé Wehleid - wie im Leben, qu'elle avait confiées à l'ambassadeur de France à Oulan-Bator.
Elle publie ensuite, en 1988, Kaspar Mauser - Die Feigheit vorm Freund et une pièce Lebenslauf.
Katja Müller-Lange est membre de l'« Académie allemande pour la langue et la littérature » (Deutsche Akademie für Sprache und Dichtung) de Darmstadt depuis 2000, et membre de l'Académie des arts de Berlin depuis 2002. Elle est également à l'initiative de la création du « Lübecker Gruppe O5 ».

## Œuvres
- Wehleid – wie im Leben, Francfort 1986
- Kasper Mauser – die Feigheit vorm Freund, Cologne 1988
- Verfrühte Tierliebe, Cologne 1995
- Die Letzten, Cologne 2000, trad. française de Barbara Fontaine, Bas de casse, éditions Inculte, 2019
- Biotopische Zustände, Berlin 2001
- Preußens letzte Pioniere, Rheinsberg 2001
- Stille Post, Schwetzingen 2001 (en collaboration avec Hans Scheib)
- Der süße Käfer und der saure Käfer, Berlin 2002 (en collaboration avec Ingrid Jörg)
- Was weiß die Katze vom Sonntag?, Berlin 2002 (en collaboration avec Jonas Maron et Monika Maron)
- Die Enten, die Frauen und die Wahrheit, Cologne 2003
- Der nicaraguanische Hund, Berlin 2003
- Böse Schafe, roman, Cologne 2007, trad. française de Barbara Fontaine, Vilains Moutons, éditions Laurence Teper, 2008

## Prix littéraires
- 1986 : Ingeborg-Bachmann-Preis[1].
- 1989/1990 : Stadtschreiberin von Bergen-Enkheim
- 1995 : Alfred-Döblin-Preis
- 1996 : Berliner Litera
- 1997 : Stadtschreiber-Stipendium in Minden
- 2001 : Preis der SWR-Bestenliste
- 2002 : Mainzer Stadtschreiber; Roswitha-Preis
- 2005 : Prix littéraire de Cassel
- 2007 : Finalistin beim Deutschen Buchpreis mit Böse Schafe

## Sources
- Kerstin Dietrich, « DDR-Literatur » im Spiegel der deutsch-deutschen Literaturdebatte, "DDR-Autorinnen" neu bewertet.
- Literatur von und über Katja Lange-Müller im Katalog der Deutschen Nationalbibliothek
- Besprechung von: Die Enten, die Frauen und die Wahrheit, ARD-druckfrisch, 9 février 2003
- « Schreiben ist manchmal wie zivilisiertes Kotzen ». Kritische Ausgabe, Winter 2006/07, S. 75 - 81, (PDF-Datei)
- « Dass ich nicht im Knast gelandet bin ... », Tagesspiegel, 4 novembre 2007